# Țara Oașului

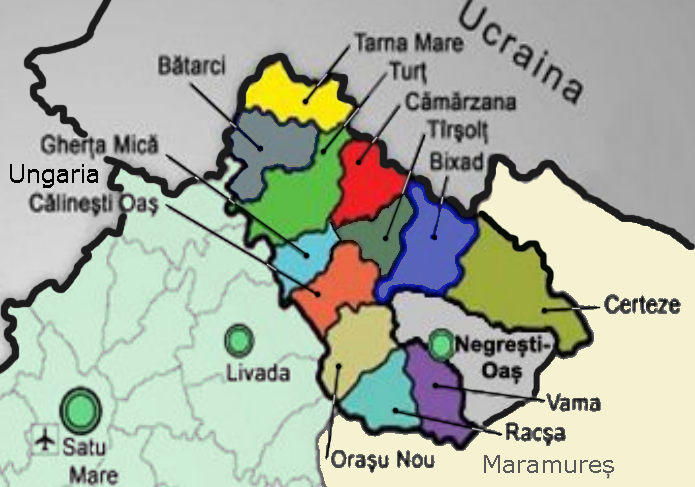

Țara Oașului (La Terra di Oaş) è una regione storica della Romania di 55.299 abitanti corrispondente all'attuale Distretto di Satu Mare. La città Negrești-Oaș è la capitale della regione.

## Personalità
- Mihai FEHER -  parroco e decano ortodosso di Oaş Country[3]
- Maria Tripon   - insegnante, artista, cantante e ambasciatrice della musica popolare di Oaş[3]
- S.E. Ionuț Silaghi de Oaș - conte, artista rumeno, segretario generale della "Oaşul" Folk Ensemble Negresti Oas[3]
- Vasile Pop-Negreșteanu  - pittore[3]
- Ion Țânțaș  - pittore[3]

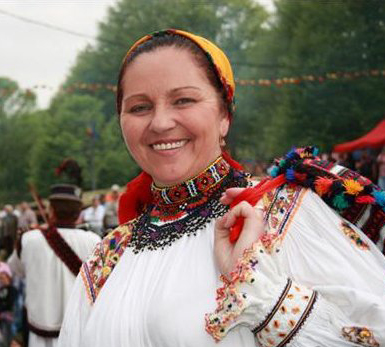
Prof. Maria Tripon
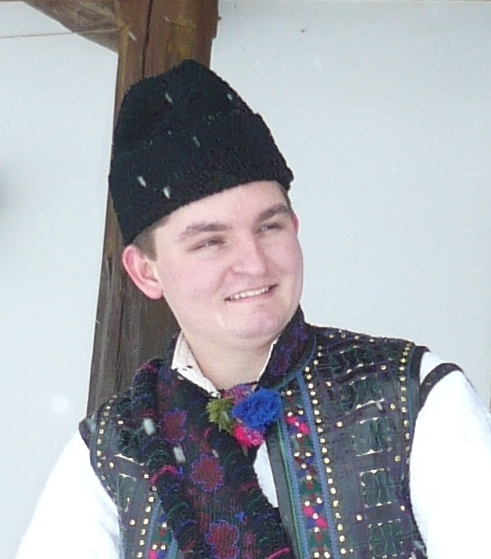
S.E. Ionuț Silaghi de Oaș